# Ши Тинмао
Ши Тинма́о (кит. упр. 施廷懋, пиньинь Shī Tíngmào, род. 31 августа 1991, Чунцин, КНР) — китайская прыгунья в воду, четырёхкратная чемпионка летних Олимпийских игр, восьмикратная чемпионка мира, трёхкратная победительница Азиатских игр, чемпионка летней Универсиады 2011 года.

## Биография
Ши Тинмао родилась в 1991 году в Чунцине. В течение 5 лет занималась гимнастикой. С 2003 года начала заниматься прыжками в воду. В 2008 году на чемпионате КНР завоевала бронзовую медаль в прыжках с 3-метрового трамплина. В 2009 году на Спартакиаде народов КНР завоевала бронзовую медаль в прыжках с 1-метрового трамплина. В 2010 году она завоевала золотую и серебряную медали Азиатских игр. На международном уровне Ши дебютировала в 2011 году на этапе Гран-при в Ростоке. В 2011, 2013 и 2015 годах побеждала на чемпионатах мира. Летом 2014 года Ши стала обладательницей сразу 2 медалей Азиатских игр.
Летом 2016 года Ши Тинмао приняла участие в летних Олимпийских играх в Рио-де-Жанейро. 7 августа Ши впервые стала олимпийской чемпионкой, победив в синхронных прыжках с 3-метрового трамплина в паре со своей знаменитой соотечественницей У Минься. Спустя несколько дней Ши Тинмао завоевала свою вторую золотую медаль, одержав победу в индивидуальных прыжках с 3-метрового трамплина. По итогам соревнований Ши опередила занявшую второе место соотечественницу Хэ Цзы почти на 20 баллов.

## Награды
- Спортивная медаль за отвагу: 2010
- Лучшая прыгунья в воду в мире: 2015